# یادداشت خودکشی (ترانه)
«یادداشت خودکشی» (به انگلیسی: Suicide Note) تک‌آهنگی از گروه موسیقی موسیقی هوی متال پنترا است که در سال ۱۹۹۶ میلادی منتشر شد. قسمت اول این ترانه در سال ۱۹۹۷ نامزد دریافت جایزه گرمی شد.